# 所沢市立北中小学校
所沢市立北中小学校（ところざわしりつ きたなかしょうがっこう）は、埼玉県所沢市にある公立小学校。略称は北中小。

## 概要
- 在籍児童数361名、学級数12学級（2020年5月20日現在）[1]。
- 学校教育目標は「すすんで学ぶ子　心のゆたかな子　たくましい子」[2][3]。
- 校章は所沢の地名の由来となったといわれるトコロの葉を三枚組み合わせたもの[3]。
- 校歌は作詞・原京子、作曲・團伊玖磨[4]。
- 平成3・4年度に埼玉県教育委員会・所沢市教育委員会の「国際理解教育」研究委託校となる。また外国の生活を紹介する展示教室「ワールド・ルーム」が設置された[3]。

## 沿革
- 1983年（昭和58年）4月1日 - 所沢市立西富小学校・所沢市立北小学校・所沢市立上新井小学校・所沢市立北野小学校の学校規模の適正化を図るため開校[3][1]。
- 1993年（平成5年）8月 - アメリカ合衆国イリノイ州ディケイター市（所沢市姉妹都市）のサウス・ショアーズ小学校と姉妹校の提携[3]。

## 通学区域
北中1丁目、小手指町1から2丁目。

## 進学先中学校
- 所沢市立北野中学校

## 通学区域内の主な施設
- 所沢慈光病院
- 北中公民館
- ユニクロ所沢北中店
- 北中運動場
- 所沢肛門病院
- 小手指駅
- 西友小手指店
- 小手指車両基地